# سائول نل
سائول نل (انگلیسی: Saúl Nelle؛ زادهٔ ۲۴ نوامبر ۱۹۹۳) بازیکن فوتبال است.
از باشگاه‌هایی که در آن بازی کرده‌است می‌توان به باشگاه اتلتیکو ایندپندینته اشاره کرد.